# Lochie Hughes
Lachlan "Lochie" Hughes (Gold Coast, 15 de março de 2002) é um automobilista australiano. Atualmente compete na Indy NXT pela equipe Andretti Global depois de sagrar-se campeão da USF Pro 2000 em 2024.

## Carreira
Tendo iniciado a carreira no kart, estreou nos monopostos em 2018, disputando a Fórmula 4 Australiana por 2 temporadas.
Com a paralisação do automobilismo devido à pandemia de COVID-19, Hughes mudou-se para os Estados Unidos para correr a Fórmula 4 local, representando a equipe do ex-piloto britânico Jay Howard e vencendo em sua estreia, no NOLA Motorsports Park. Com 10 pódios conquistados (6 vitórias e 4 segundos lugares). 2 pole-positions e apenas um abandono, Hughes conquistou o título da categoria 277 com 277 pontos, 35 a mais que o vice-campeão Bryson Morris (Crosslink/Kiwi Motorsport). Ainda em 2022, estreou na USF2000 Championship em Mid-Ohio e terminou desclassificado da corrida 1. Em outubro do mesmo ano, foi anunciado que Hughes faria a temporada completa de 2023 com a Jay Howard Driver Development, onde terminou na terceira posição.
Em 2024, competiu na USF Pro 2000 pela equipe Turn 3 Motorsport, vencendo 5 provas, conquistando 11 pódios e 4 poles, desempenho que rendeu a Hughes o título da categoria com 40 pontos de vantagem sobre Nikita Johnson
Em outubro do mesmo ano, assinou com a Andretti Global para disputar a temporada 2025 da Indy NXT.